# Obejo
Obejo es un municipio español de la provincia de Córdoba, Andalucía, compuesto por tres núcleos de población: Obejo, Cerro Muriano y la Estación de Obejo. En el año 2020 contaba con 2008 habitantes. Su extensión superficial es de 214,65 km² y tiene una densidad de población 9,35 hab/km². Se encuentra situado en la comarca del Valle del Guadiato, a una altitud de 702 metros sobre el nivel del mar y a 49 kilómetros de la capital de provincia, Córdoba.

## Toponimia
El topónimo Obejo se encuentra por primera vez en documento fechado el 24 de julio de 1236. En él, Fernando III el Santo cede el castillo de 'oueio' al concejo de Córdoba. Los estudios lingüísticos indican que procede de 'oveyu' u 'ovello', que en la Edad Media designaban al macho de la oveja en asturleonés y castellano, respectivamente. Parece menos probable la relación que se hace entre Obejo y 'ubeya', nombre árabe de la uva silvestre, que abunda en la zona.

## Geografía

### Ubicación
Limita con Pozoblanco al norte, Villanueva de Córdoba al noreste, Adamuz al este, Córdoba al sur, Villaviciosa de Córdoba al suroeste y Espiel al oeste.  
Siguiendo el perímetro municipal, abarca desde la sierra de los Puntales (el límite coincide con la Loma de los Algarrobicos) al sur, hasta diferentes arroyos (Maltrago, del Membrillo y Peña) al norte. Al este, sigue los cursos del río Guadalmellato y Cuzna, afluente del anterior. Por el oeste sigue el curso del río Guadalbarbo y el de su afluente, el arroyo Pedrique, y se cierra el perímetro con la Cañada Real Soriana Occidental.
| Noroeste: Pozoblanco              | Norte: Pozoblanco | Noreste: Villanueva de Córdoba |
| Oeste: Espiel y Villaharta        | Puntos cardinales | Este: Adamuz                   |
| Suroeste: Villaviciosa de Córdoba | Sur: Córdoba      | Sureste: Córdoba               |

### Orografía
El núcleo de población más antiguo, Obejo, se sitúa coronando un cerro de 711 metros de altitud. Se orienta hacia el Llano del Mulo y la Vega, a menor altitud, y queda rodeado por los cerros de la Fuenfría y San Cristóbal, más prominentes. Los otros dos núcleos de población, Estación de Obejo y Cerro Muriano, se encuentran junto al municipio homónimo, Cerro Muriano.
El relieve del terreno, típico de Sierra Morena, intercala pequeños llanos con pronunciados valles fluviales, y, aunque la altitud de los numerosos cerros no supera los 800 m s. n. m., el paisaje es accidentado e inclinado. Por el norte, la loma de los Majuelos hace de límite con Pozoblanco. Por el noreste, el río Cuzna hace de límite con Villanueva de Córdoba hasta el embalse del Guadalmellato, que también represa las aguas del río Guadalbarbo. Del embalse surge el río Guadalmellato, que hace de límite con Adamuz y Córdoba hasta el embalse de San Rafael de Navallana. Por el sur se extiende la sierra de los Puntales (643 metros) antes del valle del Guadiato, por el que pasa la carretera nacional haciendo límite con Espiel. El río Guadalbarbo hace de límite con Pozoblanco por el oeste. La altitud oscila entre los 775 metros (pico Fuenfría), al sur del pueblo, y los 180 metros a orillas del Guadalmellato en el embalse de San Rafael de Navallana. El pueblo se alza a 702 metros sobre el nivel del mar.

### Hidrografía
El recurso hídrico más importante de Obejo es el río Guadalbarbo. Del cerramiento de su cauce surge el embalse del Guadalmellato, con una capacidad de 147 hm³. Junto a Estación de Obejo, aunque con su mayor parte fuera del dominio municipal, se encuentra el embalse de Guadanuño. En cuanto a las aguas subterráneas, no es una zona de interés. Sólo cabe destacar la Fuente de la Fuenfría, situada junto a la carretera de acceso a Obejo.

### Geología
Obejo se encuentra en Sierra Morena, unidad geomorfológica que, en Andalucía, coincide con el Macizo Hespérico. Abundan los materiales precámbricos y paleozoicos, emergidos hace 300 Ma, que desde entonces están sometidos a erosión. En concreto, Obejo se sitúa en la Zona de Ossa-Morena.

## Prehistoria

### Neolítico
Los vestigios más antiguos de actividad humana en el entorno de Obejo se datan en 3200 a. C. Durante la construcción del embalse del Guadalmellato, se encontró una necrópolis que albergaba diversos utensilios de piedra. Con los años, se han encontrado más de 30 yacimientos con restos líticos del neolítico final, entre ellos, hachas de hasta 25 cm. También se han datado pinturas en cuevas.

## Historia
El paso a los metales sucede en esta zona en torno al 2000 a. C. Hay evidencias de que el cobre extraído en Cerro Muriano llegaba a los asentamientos de las Quemadas (actual Córdoba). El refinamiento de las técnicas de trituración del mineral y la mejora en el diseño de las herramientas llevaron a crear lazos comerciales con Oriente Medio.

### Edad Antigua
Parece que entre los años 750 a. C. y 250 a. C. la zona era habitada por los tartessos, si bien, debido al misterio que aún rodea a esta civilización primigenia, faltan investigaciones para poder confirmarlo. Lo que sí se ha confirmado es que los turdetanos, descendientes de los tartessos, habitaban la zona cuando llegaron las primeras expediciones romanas.

#### Dominio romano
Los escritos romanos recogen que la 'Beturia' estaba poblada por celtas y 'túrdulos', con las mismas leyes y costumbres que los turdetanos. En el año 27 a. C., Augusto determina que la 'Beturia' dependa de Corduba, y pasa a formar parte de la Bética en el nuevo sistema provincial del Imperio romano. La riqueza mineral se convirtió en un importante recurso para la elaboración y comercialización de armas romanas.

### Edad Media

#### Dominio musulmán
En torno al siglo X hay evidencias de asentamientos bereberes en la zona. De ellos viene el nombre del río Guadalbarbo ('río de los bereberes').

#### Reconquista
Tras la conquista de Córdoba por parte de Fernando III el Santo, la ciudad queda como reducto cristiano entre tierras musulmanas. Aprovechando la ausencia de autoridad árabe, desde la ciudad, se van conquistando las zonas que la rodean. Entre ellas, Obejo. Entre 1237 y 1239 los primeros cristianos del norte se asientan en el pueblo. En torno a 1250 aparece en documentos de reparto de bienes. Así, los castillos de Elada y 'Ovejo' se reparten entre los repobladores, y, finalmente, pasan a regirse por las leyes del Fuero de Córdoba.

### Edad Moderna
En los siglos XV y XVI queda patente en los documentos judiciales el carácter agrícola y ganadero del pueblo. Sólo se han recogido disputas por asuntos de esta índole: conflictos de lindes, daños causados por animales en las tierras de otro o recolectar fruto de árbol ajeno. Además, para los crímenes graves o con reclamaciones superiores a 3000 maravedíes, existía orden de enviar a los reos a la prisión de Córdoba. Esto da evidencia del vasallaje que los obejeños debían al concejo de Córdoba.
Durante el siglo XVII, se produce un enfrentamiento entre Obejo y la Corona. Felipe IV mandó a todos sus territorios dar donativo para financiar las campañas de apoyo a Fernando II de Austria. La ciudad de Córdoba acordó donar 200000 ducados. Gran parte de ellos correspondían a diferentes villas de la jurisdicción cordobesa. Siete de ellas acudieron ante el Rey para reclamar justicia, pues consideraban que la ciudad pretendía usurpar gran parte de los bienes y terrenos para sí misma. Consiguieron que las condiciones se modificasen, aunque no la rebaja del importe. Conflictos como el anterior se suceden entre 1629 y 1653, dando muestra de la delicada situación de la hacienda española.

### Edad Contemporánea
Si bien en el censo de Godoy de 1797 el 98% de los habitantes de Obejo se dedican al campo, a principios del siglo XIX la minería resurge en la zona. Tras diversas iniciativas, en 1825 se establece un marco normativo de minas que facilita la explotación y racionaliza las condiciones de trabajo y tributo. La explotación de las minas, en su mayoría de carbón y cobre, fue creciendo a través de los años, hasta que en 1849 aparecen empresas mineras. Así se reactiva la producción en la zona, y nace el núcleo de población de Cerro Muriano.
Durante el último tercio del siglo XIX se produjo la llegada del ferrocarril al municipio, con la entrada en servicio de la línea Córdoba-Belmez, en 1873. Ello permitió que la población quedase enlazada por tren con la capital provincial y otros municipios importantes de la zona. Obejo llegó a contar con una estación de ferrocarril propia, con servicios de viajeros y mercancías. La implantación del ferrocarril permite que los beneficios crezcan, y se empiezan a explotar yacimientos de muy diverso tipo. A finales de siglo, empresas mineras internacionales se interesan en la zona. El resultado es una industria minera potente que determina el desarrollo económico de la zona en el siglo XX.

#### SigloXX
Con buena parte de los jornaleros reconvertidos en mineros, el pueblo empieza a ver movimientos asociacionistas. El desarrollo urbano de la década de 1910 y 1920 refleja la importancia de la industria minera. El desarrollo continúa hasta que empiezan los conflictos políticos, y estalla la guerra civil española.

## Demografía
Obejo cuenta con una población de 2085 habitantes (INE 2024).
| Gráfica de evolución demográfica de Obejo entre 1842 y 2021 |
| |
| Población de derecho según los censos de población del INE Población de hecho según los censos de población del INEEn estos censos se denominaba Ovejo: 1857, 1860, 1877, 1887, 1897, 1900, 1910 y 1920 |

En Obejo, como en los demás pueblos de la zona, la población sufrió un severo descenso a partir del milagro económico español. Gran parte de su población emigró a grandes urbes, dejando un pueblo muy envejecido. Además, el aislamiento geográfico del núcleo antiguo no favorece el crecimiento de la población. Desde la década de 2010, los habitantes de Estación de Obejo y Cerro Muriano crecen, gracias a la cercanía a la capital y las diferencias de precio y tributación de los suelos e inmuebles.

## Economía

### Evolución de la deuda viva municipal
| Gráfica de evolución de Deuda viva del Ayuntamiento de Obejo entre 2008 y 2019                                |
| |
| Deuda viva del Ayuntamiento de Obejo en miles de Euros según datos del Ministerio de Hacienda y Ad. Públicas. |

## Patrimonio artístico y monumental

### Patrimonio Histórico Andaluz
- Iglesia de San Antonio Abad: torre y artesonado mudéjares, capiteles califales.
- Vestigios de la fortaleza de Ubal, siglo IX
- Ermita de San Benito, siglo XVIII

Ver catálogo

### Otros Monumentos
- Vestigios del Castillo - S. IX-XI
- Vestigios del "Castil de Flores" - S.IX-XI

## Patrimonio natural
- Cauces del Cuzna, Gato y Guadalbarbo
- Pantano del Guadalmellato

## Fiestas y tradiciones

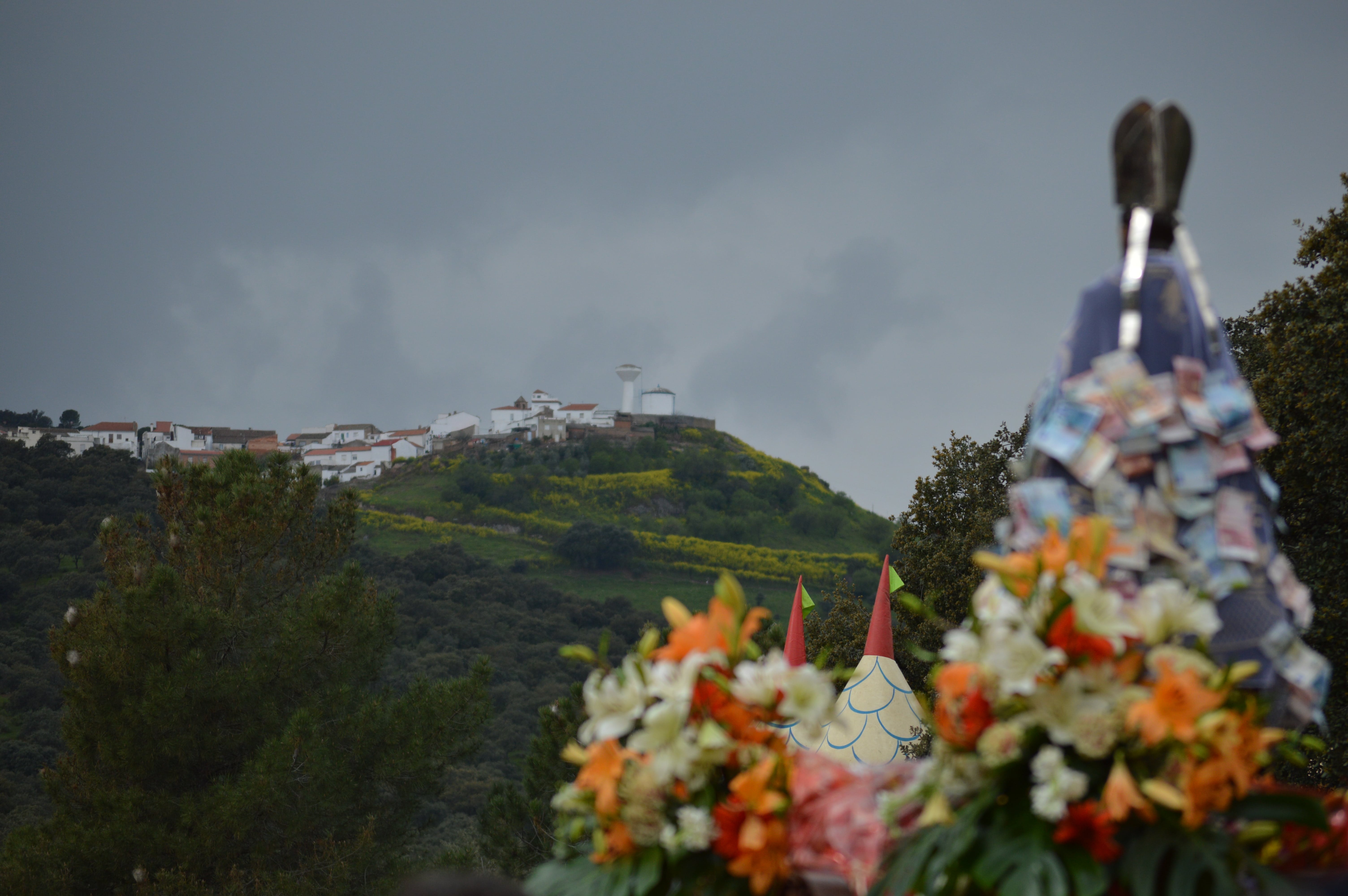
San Benito en su salida procesional típica. Al fondo, el núcleo urbano de Obejo

La fiesta más destacada es la romería de San Benito. Se celebra dos veces al año: el domingo más cercano al 21 de marzo y el segundo domingo de julio. En verano, la festividad se celebra a la par que la Feria municipal. Se celebra en la ermita de San Benito, donde se ofician dos misas. Tras los actos religiosos, los devotos portan al santo alrededor de la ermita, precedidos de los danzantes. Al final, se reparten los tradicionales buñuelos de San Benito.
Los danzantes ejecutan una complicada coreografía con espadas, que culmina con el 'degüello' del danzante más antiguo.